# Marek Krejčí
Marek Krejčí (* 20. November 1980 in Bratislava; † 26. Mai 2007 nahe Maitenbeth, Oberbayern) war ein slowakischer Fußballnationalspieler.

## Karriere
Der Stürmer begann seine sportliche Laufbahn bei Inter Bratislava. Im November 2000 wechselte er zum Erstligisten Spartak Trnava, bevor er im September 2001 zum ungarischen Verein Győri ETO FC wechselte. Im Sommer 2003 unterschrieb Krejčí einen Vertrag beim slowakischen Vizemeister Artmedia Bratislava, mit dem er in der Saison 2003/04 den slowakischen Pokal gewann. In der slowakischen Liga wurde er mit dem FC Artmedia Vizemeister. Er selbst war mit 15 Toren zweitbester Torschütze der Liga.
Seit August 2004 spielte Krejčí beim deutschen Zweitligisten Wacker Burghausen, mit dem er zum Ende der Saison 2006/07 als Vorletzter der Tabelle in die Regionalliga abstieg. In der Saison 2006/2007 erzielte er in 28 Spielen sieben Tore; insgesamt traf er in 87 Zweitliga-Spielen 26 Mal.
Nachdem Krejčí bereits einige Spiele in der slowakischen Junioren-Fußballnationalmannschaft bestritten hatte, gab er am 31. März 2004 sein Debüt im Trikot der slowakischen Fußballnationalmannschaft; beim 1:1 der Slowakei gegen Österreich bestritt Krejčí die erste Halbzeit, wurde nach der Pause aber für Róbert Vittek ausgewechselt. Es war sein einziges Spiel für die slowakische Nationalmannschaft.

## Tod
Am frühen Morgen des 26. Mai 2007 kam Krejčí auf der Bundesstraße 12 mit seinem Audi S3 in der Nähe des oberbayerischen Maitenbeth von der Fahrbahn ab, prallte gegen einen Baum und wurde in seinem Auto eingeklemmt. Die Feuerwehr konnte ihn nur noch tot bergen. Krejčí war allein unterwegs und in den Unfall waren keine anderen Fahrzeuge involviert.
Er hinterließ seine Ehefrau und eine zehnjährige Adoptivtochter.
Seine Rückennummer 11 wird ihm zu Ehren beim Wacker Burghausen nicht mehr neu vergeben.